# Квинт Санквиний Максим
Квинт Санквиний Максим (на латински: Quintus Sanquinius Maximus; † 47 г.) е сенатор и политик на ранната Римска империя.

## Политическа кариера
През 32 г. Квинт Максим има ранг консулар. Той защитава консулите от 31 г. Луций Фулциний Трион и Публий Мемий Регул от нападките на Децим Хатерий Агрипа за тяхното мълчание след сенатското заседание против Луций Елий Сеян. Регул е обявен за невинен, а присъдата и смъкването на Фулциний Трион са отложени за по-късно.
От 1 февруари до 30 юни 39 г. след импреатор Калигула той е за втори път суфектконсул. Едновременно е и градски префект до 41 г. Император Клавдий го изпраща като легат в Долна Германия, където умира през 47 г.